# آنووا (وین)
آنووا (به فرانسوی: Asnois) یک کمون در فرانسه است که در canton of Charroux واقع شده‌است. آنووا ۱۶٫۲۶ کیلومتر مربع مساحت دارد ۱۶۰ متر بالاتر از سطح دریا واقع شده‌است.